# Thomas Heilman
Thomas Heilman (Charlottesville, 7 de fevereiro de 2007) é um nadador estadunidense.

## Carreira
Em agosto de 2022, Heilman competiu no Campeonato Pan-Pacífico Júnior. Ele ganhou o ouro nos 100 metros borboleta, bem como no revezamento 4 x 100 metros livre e no revezamento 4 x 100 metros medley. Também houve medalhas de prata nos 100 metros livres e 200 metros borboleta, bem como no revezamento 4 x 200 metros livre.
Em 2023, no Campeonato Mundial em Fukuoka, Heilman terminou em quarto lugar nos 200 metros borboleta, terminando ao mesmo tempo que o canadense Ilya Kharun. Ambos ficaram 0,16 segundos atrás do terceiro colocado japonês Tomoru Honda. Nos 100 metros borboleta, Heilman foi eliminado na eliminatória contra o britânico Jacob Peters após a bateria preliminar. A equipe de revezamento medley 4 x 100 metros com Hunter Armstrong, Josh Matheny, Thomas Heilman e Matt King nadou o tempo mais rápido. Na final, Ryan Murphy, Nic Fink, Dare Rose e Jack Alexy foram três segundos mais rápidos e conquistaram o ouro à frente dos chineses e australianos. Todos os oito nadadores dos Estados Unidos envolvidos receberam uma medalha de ouro.
Em 2024, nos Jogos Olímpicos de Paris, Heilman nadou o décimo tempo mais rápido nos 200 metros borboleta nas semifinais, mas faltou 0,26 segundos para chegar à final. Nos 100 metros borboleta foi 18º nas eliminatórias. No revezamento 4 x 100 metros medley, Hunter Armstrong, Charlie Swanson, Thomas Heilman e Jack Alexy foram os terceiros mais rápidos na corrida preliminar, atrás dos franceses e chineses. Na final, os chineses venceram por 0,55 segundos à frente de Ryan Murphy, Nic Fink, Caeleb Dressel e Hunter Armstrong.